# Cryptoportique du forum romain d'Aoste
 (décembre 2023).
Si vous disposez d'ouvrages ou d'articles de référence ou si vous connaissez des sites web de qualité traitant du thème abordé ici, merci de compléter l'article en donnant les références utiles à sa vérifiabilité et en les liant à la section « Notes et références ».
Le cryptoportique romain d'Aoste se situe autour du forum romain, la place principale de la cité antique d'Augusta Prætoria Salassorum. Il constitue une galerie à deux nefs, disposée sur trois côtés du forum, et dessinant ainsi un rectangle de 89 × 73 mètres, ouvert sur le côté sud. Les voûtes sont soutenues par des piliers en tuf.

## Histoire

### Construction
Le processus de construction du forum se divise en deux phases.
Pendant l'époque d'Auguste, lorsque la cité d'Augusta Prætoria Salassorum fut fondée, le forum est bâti près du Decumanus, la rue principale de la ville, correspondant à l'actuelle rue François de Sales. Deux temples sont ensuite construits sur une terrasse artificielle autour de laquelle est ajoutée une colonnade au-dessus du cryptoportique.
Au IIe siècle est bâtie la platea, c'est-à-dire le lieu où se situe les tabernæ, en face de la zone sacrée. La platea, séparée par la suite de la zone sacrée par une rue, mesure 88,5 mètres de long et 130 mètres de large.

### Utilité
La fonction de cette galerie n'est pas claire mais les experts envisagent qu'elle était utilisée comme grange ou comme lieu frais pour conserver les denrées pendant les mois chauds. Aussi, elle accomplissait certainement la fonction structurelle d'équilibrer le dénivelé naturel du terrain autour du forum. Dans le rectangle tracé par le cryptoportique se trouvaient deux temples surélevées.

## Tourisme
Une insula récemment découverte à droite du cryptoportique fait partie d'un ensemble de monuments à visiter, qui comprendra aussi la cathédrale d'Aoste. Il est le seul cryptoportique accessible au public avec celui d'Arles, Reims et Bavay.